# Comuna Slatina-Timiș, Caraș-Severin
Slatina-Timiș este o comună în județul Caraș-Severin, Banat, România, formată din satele Ilova, Sadova Nouă, Sadova Veche și Slatina-Timiș (reședința).

## Descriere
Pe raza comunei Slatina Timiș functionează o Bibliotecă comunală precum și Cămine Culturale in fiecare localitate. De asemean in localitatea Slatina Timiș există o sală de festivitați iar in localitatea Sadova Veche functionează un serviciu Civil de Pompieri (veritabil muzeu) ce datează din sec XIX.
In comuna Slatina Timiș exista credincioși de cult Romano-Catolic, chiar dacă acestia sunt de nationalitate romană. Astfel există:
Slatina Timiș:
Biserica Catolică, Biserica Ortodoxă Biserica Baptistă, Casa de Rugăciune Penticostală
Ilova:
Biserica Ortodoxă
Sadova Veche:
Biserica Catolică, Biserica Ortodoxă, Biserica Baptistă
Sadova Nouă:
Biserica Ortodoxă
La nivelul comunei Slatina Timiș se află 10 monumente istorice, incluse în patrimoniul national, după cum urmează:
1. Așezări neo-eneolitice (cultura SALCUTA și TISZAPOLGAR)-Slatina T.
2. Biserica romano-catolica, 1770 - Slatina Timiș
3. Case de piatra și lemn - Sfârșitul sec XIX-începutul sec XX - Ilova (4 case de lemn și 4 case de piatră)
Religiile predominante in comuna Slatina Timiș sunt ortodoxă și catolică.
Teritoriul comunei Slatina Timiș este cuprins in zona dealurilor piemontane. Lunca și terasa inferioara a raului Timiș, despart teritoriul comunei in două parți aproximativ egale. Localitațiile Slatina Timiș și Sadova Veche se incadrează luncii și terasei râului, iar Ilova și Sadova Nouă pe platouri din zona deluroasa. Lunca este bine delimitata de vesatii dealurilor inconjurătoare care se ridică brusc la înălțimi de 1000m, gradul de împădurire este foarte redus, predominand zonele înierbate.
Comuna Slatina Timiș se incadrează geologic, într-un golf ala marii panonice avansat între munți, sedimentele panoniene care formează roca fundament in zonă, apar pe ripele de pe versanți, sub forma de marne in alternantă cu nisipuri cimentate. Zona de terasă a Timișului cuprinde șoseaua Timișoara - Orșova, iar zona de luncă a Timișului este cuprinsă între versanți și firul apei, mai bine dezvoltată pe malul stâng al râului, unde cuprinde localitatea Slatina Timiș.
Principalul rău din raza comunei Slatina Timiș iși are izvoarele in muntele Semenic la cota de 1400m și lungimea cursului de izvoar la frontiera de 233.5 km. Principalul afluent al Timișului in zona este râul Slatina, având izvoarele în Masivul Semenic, lungimea cursului fiind de 11 km.
Comuna Slatina Timiș se incadrează intr-o zonă cu gradul 6 de seismicitate, iar adâncimea de ingheț este de 0,70m in zonă.
Localitatea Slatina Timiș datează din perioada stapanirii romane in Dacia când este menționata sub numele de GAGANIS, adică locul unde a fost omorat de catre LATRONES conducatorul de la Dierna.
Denumirea de Slatina provine de la SLATINA - SLATINE, adică terenuri sărăturoase sai de la SLATAR, adica cautator de aur, întrucat pe Valea Slatinei sau fost semnalați căutatori de aur.
De-a lungul timpului, localitatea Slatina Timiș a fost teatrul unor operațiuni militare in cadrul războaielor austro-turce, cum a fost cazul frațlor Lotharingieni (printre care și viitorul soț al Mariei Teresa) s-au rătăcit prin pădurile din îprejurimi, dar fiindcă și-au regăsit trupele in zona localitatii Slatina, drept recompensa a fost construităo capelăcare ulterior sa reclădit într-o biserică romano-catolică, care există și astăzi. Comuna Slatina Timiș prin localitățile care o compun, permite accesul spre numeroase obiective turistice. Astfel accesul in localitatea Slatina Timiș se poate face atât dinspre Drumul European 70 (1 km) cât și dinspre localitatea Brebu, iar celelăe localități au de asemenea acces dinspre DE70 (Caransebes - B.Herculane).
Cel mai apropiat oraș este Municipiul Caransebeș, situat la 20 km spre Timișoara. Accesul spre obiectivele turistice se poate dace astfel:
-spre Muntele Semenic și Statiunea Trei Ape, pe Drumul Județian;
-spre Muntele Tarcu și Muntele Mic, prin poteci neasfaltate, dar practicate de ciobani aflați in transhumanta (și drumuri forestiere);
-spre Statiunea Băile Herculane, prin DE 70, care traversează localitatea Sadova Veche;
Pe lângă legaturile mai sus menționate, o altă cale de acces o reprezintăcea feroviară, gara Sadova Veche fiind amplasată pe traseul Timișoara - București.
Comuna Slatina Timiș este formată din localitațile: Slatina Timiș, Ilova, Sadova Veche și Sadova Nouă.

## Demografie
Componența etnică a comunei Slatina-Timiș
     Români (93,14%)
     Alte etnii (0,41%)
     Necunoscută (6,45%)
Componența confesională a comunei Slatina-Timiș
     Ortodocși (57,98%)
     Romano-catolici (30,72%)
     Baptiști (4,03%)
     Alte religii (0,67%)
     Necunoscută (6,6%)
Conform recensământului efectuat în 2021, populația comunei Slatina-Timiș se ridică la 2.682 de locuitori, în scădere față de recensământul anterior din 2011, când fuseseră înregistrați 3.074 de locuitori. Majoritatea locuitorilor sunt români (93,14%), iar pentru 6,45% nu se cunoaște apartenența etnică. Din punct de vedere confesional, majoritatea locuitorilor sunt ortodocși (57,98%), cu minorități de romano-catolici (30,72%) și baptiști (4,03%), iar pentru 6,6% nu se cunoaște apartenența confesională.

## Politică și administrație
Comuna Slatina-Timiș este administrată de un primar și un consiliu local compus din 11 consilieri. Primarul, Gheorghe Roma[*],  politician independent, este în funcție din 2008. Începând cu alegerile locale din 2024, consiliul local are următoarea componență pe partide politice:
|  | Partid                          | Consilieri | Componența Consiliului | Componența Consiliului | Componența Consiliului | Componența Consiliului | Componența Consiliului |
|  | ------------------------------- | ---------- | ---------------------- | ---------------------- | ---------------------- | ---------------------- | ---------------------- |
|  | Partidul Social Democrat        | 5          |                        |                        |                        |                        |                        |
|  | Alianța pentru Unirea Românilor | 3          |                        |                        |                        |                        |                        |
|  | Partidul Național Liberal       | 2          |                        |                        |                        |                        |                        |
|  | Partidul Mișcarea Populară      | 1          |                        |                        |                        |                        |                        |

## Vezi și
- Biserica romano-catolică din Slatina-Timiș
- Biserica romano-catolică din Sadova Veche
- Munții Țarcu (sit de importanță comunitară)
- Râul Timiș între Rusca și Prisaca (sit de importanță comunitară)

## Legături externe

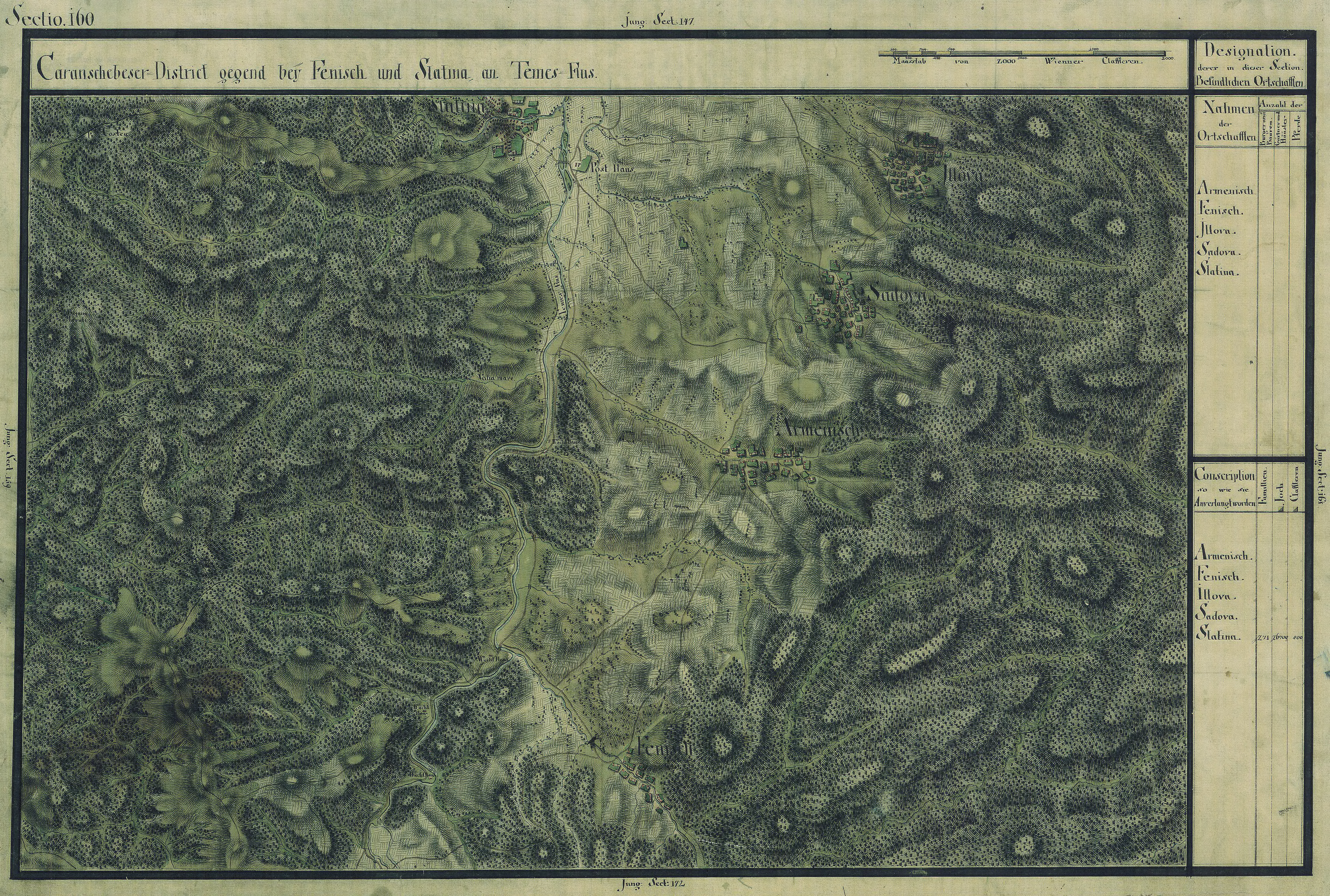
Slatina-Timiș în Harta Iosefină a Banatului, 1769-72